# WFUT-DT
WFUT-DT (ou UniMás Nueva York) é uma emissora de televisão estadunidense licenciada para Newark, em Nova Jersey, porém sediada em Teaneck, servindo o mercado de televisão da cidade de Nova York, no estado homônimo. Opera no canal 68 (26 UHF digital), e é uma emissora própria da UniMás. Pertence a Univision Local Media, subsdiária da Univision Communications, que também é proprietária das emissoras irmãs WFTY-DT (canal 67), afiliada da True Crime Network e da emissora da Univision licenciada para Paterson, WXTV-DT (canal 41). As três emissoras compartilham estúdios na Frank W. Burr Boulevard, em Teaneck, e a WFUT-DT e WXTV-DT compartilham equipamentos de transmissão localizados no topo do Empire State Building, em Midtown Manhattan.

## História

### WBTB-TV (1974-1977)

Logotipo utilizado pela emissora de 2013 a 2021.

A emissora entrou no ar pela primeira vez em 29 de setembro de 1974 como WBTB-TV, uma emissora independente fundada pela Blonder-Tongue Laboratories, empresa com sede em Old Bridge Township, Nova Jersey. O prefixo da emissora seria originalmente WWRO-TV, de acordo com sua licença de construção, mas após a aquisição da licença pela Blonder-Tongue da Atlantic Video Corporation em 1972, as letras foram alteradas. A primeira transmissão foi um padrão de teste com o desenho de uma árvore e o prefixo da emissora. A WBTB-TV foi a terceira emissora UHF comercial a entrar no ar na parte norte de Nova Jersey e no mercado de televisão de Nova York, depois da WNJU-TV (canal 47) e da WXTV. Os planos de longo prazo da Blonder-Tongue para o canal 68 eram oferecer um serviço de televisão por assinatura sem fio para a área de Nova York, consistindo em filmes, esportes e programação cultural. Devido a problemas financeiros, a emissora foi forçada a sair do ar em 27 de dezembro de 1974.
Nove meses depois, em 28 de setembro de 1975, a WBTB-TV voltou ao ar, e passou a ter uma programação de nicho, apresentando relatórios diários e atualizações das bolsas financeiras de Nova York. Quando os mercados de ações estavam fechados, a emissora exibia programas como uma série de variedades produzida localmente chamada The Uncle Floyd Show, apresentada por Floyd Vivino. Aos sábados, eram apresentados vários programas étnicos, além como programas religiosos durante o dia de domingo e nas manhãs da semana, antes da abertura da bolsa.

### WTVG (1977-1987)
Em setembro de 1976, a Wometco Enterprises, fundadora e proprietária de longa data da WTVJ de Miami, comprou a emissora, originalmente com a intenção de torná-la mais uma emissora de entretenimento geral, mudando seu prefixo para WTVG em 1977. A emissora adquiriu os direitos de alguns programas como Lassie, Mister Ed, Green Acres e Speed Racer.
Em agosto de 1977, a Wometco lançou um serviço nacional de televisão por assinatura sem fio, chamado Wometco Home Theater, e optou por usar a WTVG como sua emissora principal. Os telespectadores que assinavam o serviço recebiam equipamentos que decodificavam o sinal da emissora, que encriptava seu sinal quando começava a exibir a programação paga. Em 16 de julho de 1979, o prefixo da emissora foi alterado para WWHT, para coincidir com o nome do serviço.
Em 1980, a programação da WWHT consistia em uma mistura de programas religiosos (como The PTL Club) durante as manhãs e meio-dia, e programas de entretenimento em geral (incluindo um programa de notícias sobre negócios com uma hora de duração) no final da tarde e no início da noite. A programação do WHT ia ao ar no horário nobre e madrugadas. Nos fins de semana, a emissora transmitia programas infantis, religiosos e étnicos intermediados, com o serviço de assinatura começando no final da tarde. Na mesma época, a Wometco comprou a WSNL-TV da Smithtown (canal 67, hoje WFTY-DT), que começou a retransmitir a WWHT.
Em 30 de novembro de 1981, a WWHT mudou sua programação da tarde e começou a transmitir a Financial News Network das 9h às 10h e da 13h às 17h. Em 1983, o Wometco Home Theater começou a ter programação 24 horas por dia. Nessa época, a WWHT exibia apenas programação religiosa das 7h às 10h nos dias de semana e domingos, e a programação do WHT no restante do tempo. FNN, programas intermediários e os poucos programas de entretenimento que existiam deixaram de ser exibidos, e o Uncle Floyd Show passou a ser exibido na New Jersey Network. Em 1984, um ano após a morte do fundador da Wometco, Mitchell Wolfson, a WWHT, WSNL-TV e outras emissoras da Wometco foram vendidas para a firma de investimentos Kohlberg Kravis Roberts, que também comprou o grupo de emissoras da Storer Broadcasting.
Em 1985, o Wometco Home Theater foi descontinuado, devido a enormes perdas como resultado da expansão da televisão a cabo. Como resultado, a emissora mudou sua programação, e passou a exibir videoclipes, com a marca "U-68". A programação era dirigida por Steve Leeds (mais tarde na MTV).
Em 1986, a KKR colocou todas as suas propriedades de radiodifusão a venda. As antigas emissoras da Wometco foram vendidas a compradores separados, e a WTVJ passou a ser uma emissora própria da NBC em 1987.

### WHSE/WHSE-TV (1986-2002)
Em agosto de 1986, a WWHT e a WSNL-TV foram vendidas para a Home Shopping Network, trocando seus prefixos para WHSE e WHSI, respectivamente, e passaram a transmitir a programação da HSN em tempo integral pelos próximos quinze anos. Quando Barry Diller comprou a USA Network (e efetivamente a HSN), a empresa foi renomeada para USA Broadcasting. Em 29 de dezembro de 1992, a emissora adotou o prefixo WHSE-TV.
No final da década de 90, a USA Broadcasting, planejou mudar suas emissoras para um formato independente de entretenimento geral, e a WHSE-TV estaria prevista para adotar o formato em 2001, passando a usar o prefixo WORX (cuja nomenclatura seria "The Worx 68"). Promos e IDs foram produzidos para a emissora, e séries clássicas como Taxi, I Love Lucy e Cheers foram adquiridas. Várias de suas emissoras irmãs mudaram para o formato de entretenimento nos dois anos anteriores. No entanto, apenas algumas semanas antes da mudança planejada, a USA Broacasting colocou todas as suas emissoras à venda, cancelando a alteração de formato na WHSE-TV. A Walt Disney Company foi originalmente a licitante líder para as emissoras, mas a Univision Communications superou sua concorrência em uma disputa acirrada.
Em 11 de setembro de 2001, os equipamentos de transmissão de 9 emissoras de televisão, além de várias outras emissoras de rádio, foram destruídos quando dois aviões sequestrados colidiram e destruíram as torres norte e sul do World Trade Center. Após o ocorrido, a WABC-TV (canal 7), cujas instalações também haviam sido destruídas, fechou um acordo com a WHSE-TV para que a mesma retransmitisse temporariamente sua programação, até que sua operação na TV aberta fosse reestabelecida. Em 2001, a WHSE-TV passou a exibir a programação das redes American Independent Network e da Urban America Television.

### WFUT/WFUT-TV/WFUT-DT (2002-atual)
Assim que a Univision concluiu a compra da USA Broadcasting mais de um ano após seu anúncio, a emissora, junto a WHSI, tornou-se uma das primeiras emissoras próprias de sua nova rede, a TeleFutura (que mais tarde seria relançada como UniMás, em janeiro de 2013) em 14 de janeiro de 2002, e consequentemente teve seu prefixo alterado para WFUT. Em 1° de janeiro de 2004, o prefixo foi alterado para WFUT-TV, e em 23 de junho de 2009, após a transição para o sinal digital, o prefixo foi novamente alterado, para WFUT-DT.

## Sinal digital
| PSIP | Canal digital | Resolução de vídeo | Programação                               |
| ---- | ------------- | ------------------ | ----------------------------------------- |
| 68.1 | 26 UHF        | 720p               | Programação principal da WFUT-DT / UniMás |
| 68.2 | 26 UHF        | 480i               | Simulcast da WFTY-DT / True Crime Network |
| 68.3 | 26 UHF        | 480i               | GetTV                                     |

A emissora passou a operar em sinal digital por meio do canal 53 UHF em dezembro de 2003. Em 2017, após a WXTV-DT vender seu espectro do canal 40 UHF no leilão de incentivo da FCC, também mudou-se para o canal 30 UHF, e passou a compartilhar o canal com a WFUT-DT. Em 2019, mudou para o canal 26 UHF.

### Transição para o sinal digital
Com base no decreto federal de transição das emissoras de TV estadunidenses do sinal analógico para o digital, a WFUT-DT descontinuou a programação regular em seu sinal analógico, no canal 68 UHF, em 12 de junho de 2009. Logo após a transição, a emissora deixou de operar no canal 53 UHF digital, que estava entre os canais UHF de banda alta (de 52 a 69) que foram removidos do uso para transmissão, e passou a operar no canal 30 UHF.

## Programas
Atualmente, a emissora exibe integralmente a programação da UniMás. Vários programas compuseram a grade da emissora, e foram descontinuados:
- Al Minuto TeleFutura Nueva York
- Noticias 41 Al Despertar
- Noticias 41 En Tu Comunidad
- The Uncle Floyd Show
- Wall Street Perspective